# Composieten-zeggeroest
De composieten-zeggeroest (Puccinia dioicae) is een roestschimmel behorend tot de familie Pucciniaceae. Deze biotrofe parasiet vormt spermogonia, aecia, uredinia en telia. Deze parasiet doet niet aan waardwisseling.

## Kenmerken
De spermogonia wordt aan beide zijden van het blad gevormd, aecia alleen aan de onderkant van het blad. Ze hebben een wit, naar buiten gebogen peridium. Op het jacobskruiskruid (Jacobaea vulgaris) te herkennen aan de afwezigheid van telia en aecia die vooral aan de onderzijde van de bladeren zitten, met een diameter van 18 tot 25 µm.

## Ecologie
De biotrofe parasiet die spermogonia en aecia vormt op resp. boven- en onderzijde blad van Aster, centaurie (Centaurea), jacobskruiskruid, kruiskruid (Senecio), paardenbloem (Taraxacum), vederdistel (Cirsium), wilde bertram (Achillea ptarmica) en zaagblad (Serratula tinctoria) en uredinia en telia vormt op de  onderzijde van het blad van zegge (Carex).

## Verspreiding
Het wordt gevonden in Europa, Azië, Noord- en Zuid-Amerika. In Nederland komt de composieten-zeggeroest zeldzaam voor.